# 패션 위크
패션 위크(영어: fashion week)는 패션 디자이너, 브랜드 또는 '하우스'가 런웨이 패션쇼를 통해 구매자와 미디어에게 그들의 최신 컬렉션을 보여주는 대략 1주일간의 패션 산업 이벤트이다. 이 이벤트는 현재 다가오는 시즌의 패션 트렌드에 영향을 미친다.
가장 유명한 패션 위크는 세계 패션의 중심지인 뉴욕, 런던, 밀라노, 파리, 즉 '빅4'에서 개최되며, 이 네 도시는 20세기의 유서 깊은 패션 유산과 체계적인 조직, 가장 유명한 패션 디자이너를 보유한 곳으로 21세기의 주요 패션 중심지로 꼽히며 언론의 주목을 많이 받는다. 때때로, 도쿄를 포함해 빅4가 '빅5'로 확장되기도 한다.
2010년대에는 패션의 세계화로 인해 전통적인 패션 도시가 패션 캘린더에서 중요한 위치를 차지하는 데 크게 기여했으며, 빅4 외에도 베를린 패션 위크, 마드리드 패션 위크, 상파울루 패션 위크, 상하이 패션 위크, 도쿄 패션 위크에서 주목할 만한 패션 위크가 열리고 있다.

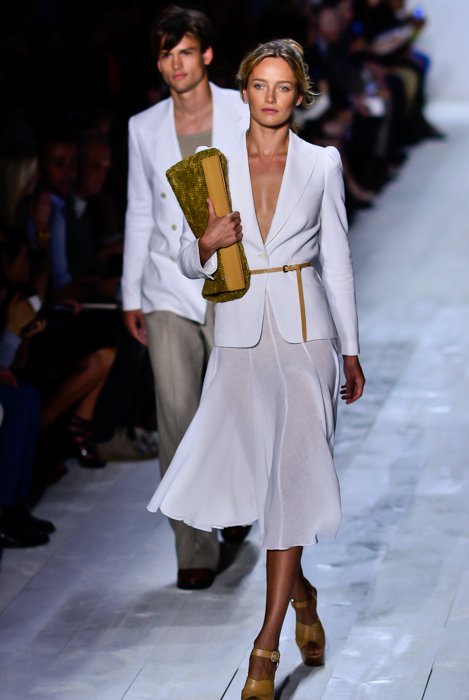
마이클 코어스의 카르멘 페다루 모델, 봄/여름 뉴욕 패션 위크, 2013

## 역사
역사상 최초의 패션위크 또는 시즌 컬렉션의 시작은 패션 디자이너 찰스 프레드릭 워스로 거슬러 올라간다. 패션 위크의 개념은 파리에서 시작되었는데, 당시 마케터들은 경마장에서 미용실까지 공공장소에서 여성들을 고용하여 쿠튀르 아이템을 착용하게 했다. 이 퍼레이드는 점차 그 자체로 하나의 사교 행사가 되었다. 프랑스에서는 런웨이 쇼를 여전히 '데필레 드 모드'라고 부르며, 문자 그대로 번역하면 '패션쇼' 또는 '패션 퍼레이드'를 의미한다. 스타일 쇼는 패션 위크 기간 동안 스타일 기획자가 곧 출시될 드레스 라인과 장식을 전시하기 위해 마련된 행사이다. 스타일 쇼는 매 시즌, 특히 봄/여름과 가을/겨울 시즌에 데뷔한다. 1903년 맨해튼의 '에리히 브라더스'라는 상점에서 중산층 여성을 매장으로 유인하기 위해 미국 최초의 패션쇼로 여겨지는 행사를 열었다. 1910년에는 많은 대형 백화점에서 자체적으로 패션쇼를 개최했다. 미국 소매업체들은 쿠튀르 살롱의 '패션 퍼레이드'를 보고 이 아이디어를 사용하기로 결정했을 가능성이 높다. 이러한 '퍼레이드'는 매장을 홍보하고 지위를 향상시키는 효과적인 방법이었다. 1920년대 이르러 패션쇼는 미국 전역의 소매업체에서 사용되었다. 공연은 주로 점심시간이나 티타임에 상점의 식당에서 열렸다. 이러한 쇼는 보통 오늘날의 쇼보다 더 연극적이었고, 하나의 주제를 중심으로 진행됐으며, 해셜이 같이 동반되었다. 이 쇼는 수천 명의 관중을 끌어모을 정도로 큰 인기를 끌었고, 1950년대 뉴욕 상점들은 라이브 모델을 구하기 위해 면허증을 취득해야 할 정도였다.
1943년 7월 19일, 최초의 '패션 위크'인 뉴욕 패션 위크가 열렸는데, 그 주된 목적은 제2차 세계대전 중 패션 업계 종사자들이 파리에 갈 수 없는 상황에서 패션 바이어들에게 프랑스 패션의 대안을 제시하는 것이었다.
첫 파리의 패션 위크는 1973년에 시작되었다.
1994년까지 쇼는 호텔이나 강당의 위층 등 다른 장소에서 열렸다. 1994년부터 2009년까지는 뉴욕 공립 도서관 뒤 브라이언트 공원의 텐트에서 열렸다. 링컨 센터는 2010년부터 2015년까지 패션 위크의 장소였으며, 그 후 맨해튼의 소호에 위치한 이벤트 장소인 '클락슨 스퀘어'로 이동하였다.

## 정보
메인 기사: 패션 이벤트 목록

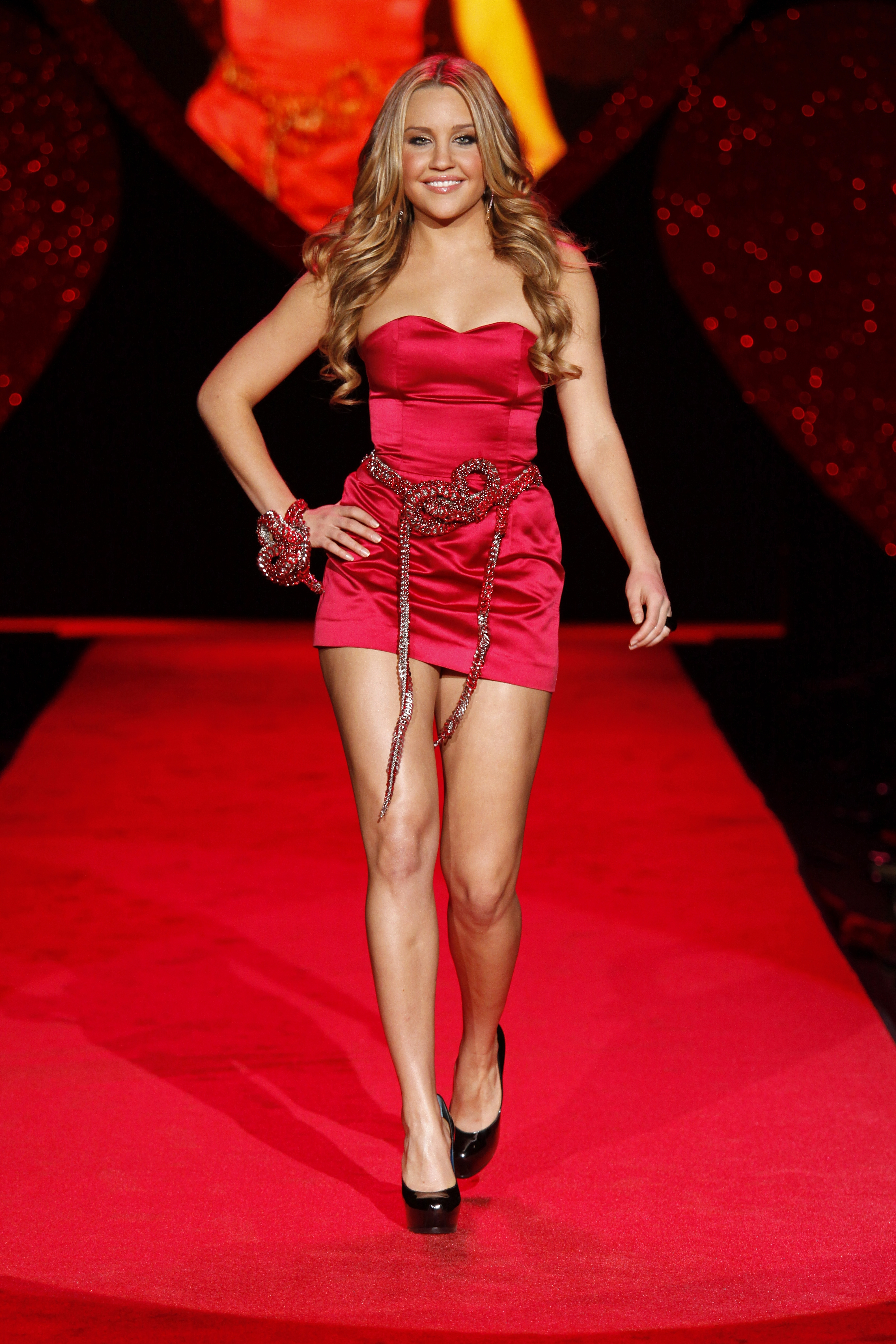
뉴욕 패션위크에서 아만다 베인스, 2009

비록 전 세계적으로 많은 유명한 패션 위크가 있지만, 잘 알려진 패션 위크는 "빅4"라고 불린다: 시간순으로, 뉴욕패션위크, 런던패션위크, 밀라노패션위크, 파리패션위크. 파리는 쿠튀르 쇼를 1945년에 개최하기 시작했고, 밀라노 패션 위크는 1958년에 이탈리아 상공 회의소에서 설립했으며, 파리 패션 위크는 1973년 프랑스 패션 연맹에서 추가로 조직했고, 런던 패션위크는 1984년 영국 패션위원회에서 설립했다. 이러한 주요 조직이 여전히 주요 쇼를 주최하지만, 모든 도시에 독립 이벤트와 프로듀서들이 있다.

### 콘텐츠 및 스타일 전시
쇼는 크게 여성복과 남성복, 두 가지 종류의 쇼가 있다. 또한 각 지역에 특화된 쇼도 있다. 예를 들어, 대부분의 오트 쿠튀르 쇼는 파리에서 열리고, 대부분 비즈니스 및 판매 중심 쇼와 일부 오트 쿠튀르 쇼는 뉴욕에서 열리는데, 이는 글로벌 금융 중심지로서의 위치와 미국 달러의 힘을 고려한 것이다.
파리의 오트 쿠튀르 쇼는 1월과 7월에 개최된다. 프랑스 오트 쿠튀르 협회가 정한 규칙에 따라 프랑스 오트 쿠튀르 쇼는 파리에서만 개최할 수 있다. 뉴욕의 쿠튀르 패션 위크는 항상은 아니지만 주로 뉴욕 패션 위크(NYFW)와 일치한다. 최근 디자이너들은 전통적인 가을/ 겨울 시즌과 봄/여름 시즌 사이에 시즌 간 컬렉션을 선보이는 경우가 점점 많아지고 있다. 이 컬렉션은 일반적으로 메인 시즌 컬렉션보다 더 상업적이며 고객이 새 시즌 의류를 기다리는 시간을 단축하는데 도움을 준다. 간절기 컬렉션은 리조트/ 크루즈 (봄과 여름 전) 및 이른 가을(가을과 겨울 전)이다. 주요 패션 도시에서 이러한 쇼의 일정은 정해져 있지 않지만, 일반적으로 메인 쇼가 끝난 후 3개월 후에 열린다. 일부 디자이너는 그들의 간절기 컬렉션을 자신의 고향이 아닌 다른 도시에서 선보이기도 한다. 예를 들어, 카를 라거펠드는 파리가 아닌 모스크바, 로스앤젤레스, 몬테카를로 같은 도시에서 샤넬의 리조트 및 이른 가을 컬렉션을 선보였다. 많은 디자이너들이 비용을 절감하기 위해 또는 이 매체를 통해 의상을 더 잘 이해할 수 있다고 생각하여 리조트 및 이른 가을 기간동안 전통적인 쇼 대신프레젠테이션을 진행하기도 했다.
수영복에 초점을 맞춘 리오 서머 패션 위크처럼 어떤 패션 위크는 장르별로 진행되기도 한다. 마이애미에서는 마이애미 수영 주간 이라는 수영복 전용 주간이 있는데, 이는 마이애미 패션 위크와는 별도로 열리며, 뉴욕과 파리에서는 디자이너의 독창적인 작품을 전시하는 오트 쿠튀르 쇼, 무슬림 패션을 위한 인도네시아 이슬람 패션 위크가 열린다. 방갈로르 패션 위크는 축제 의상과 웨딩 의상 패션 위크를 보여주고, 포틀랜드(미국 오리건주) 패션 위크에서는 몇몇 친환경 디자이너를 소개한다. 브래드 & 버터 베를린에서는 일상 패션을 선도하는 패션쇼를 개최한다.

### 지금 보고, 지금 사는
최근 몇 년 동안 쇼에서는 온라인이나 매장에서 즉시 판매할 수 있는 의류를 선보이기 시작했다. 또 다른 움직임은 "지금 보고, 지금 사는" 쇼로, 주로 클릭이 가능한 영상을 통해 쇼 직후 또는 쇼 도중에도 온라인에서 룩을 볼 수 있도록 했다. "지금 보고, 지금 사는" 경험의 쇼는 Tom Ford, Nicole Miller, Moschino와 Tommy Hilfiger들의 쇼이다. 예를 들어, 2019년 Tommy x Zendaya 쇼에서, 힐피거는 "지금 보고, 지금 사는" 컨셉의 혁신에 대해 언급했다.
"지금 보고, 지금 사는" 쇼핑의 출현은 런웨이에서 디자인을 모방하여 기존 디자인 하우스보다 더 빠르게 소매점에 출시하는 소위 "패스트 패션" 이라 불리는 소매업체에 대한 대응책이기도 하다.
"지금 보고, 지금 사는" 아이디어로 런웨이를 다시 생각해야한다는 요청에도 불구하고, 2017년 현재 프랑스 패션 연맹은 이 변화에 반대하고 있다.

## 기간

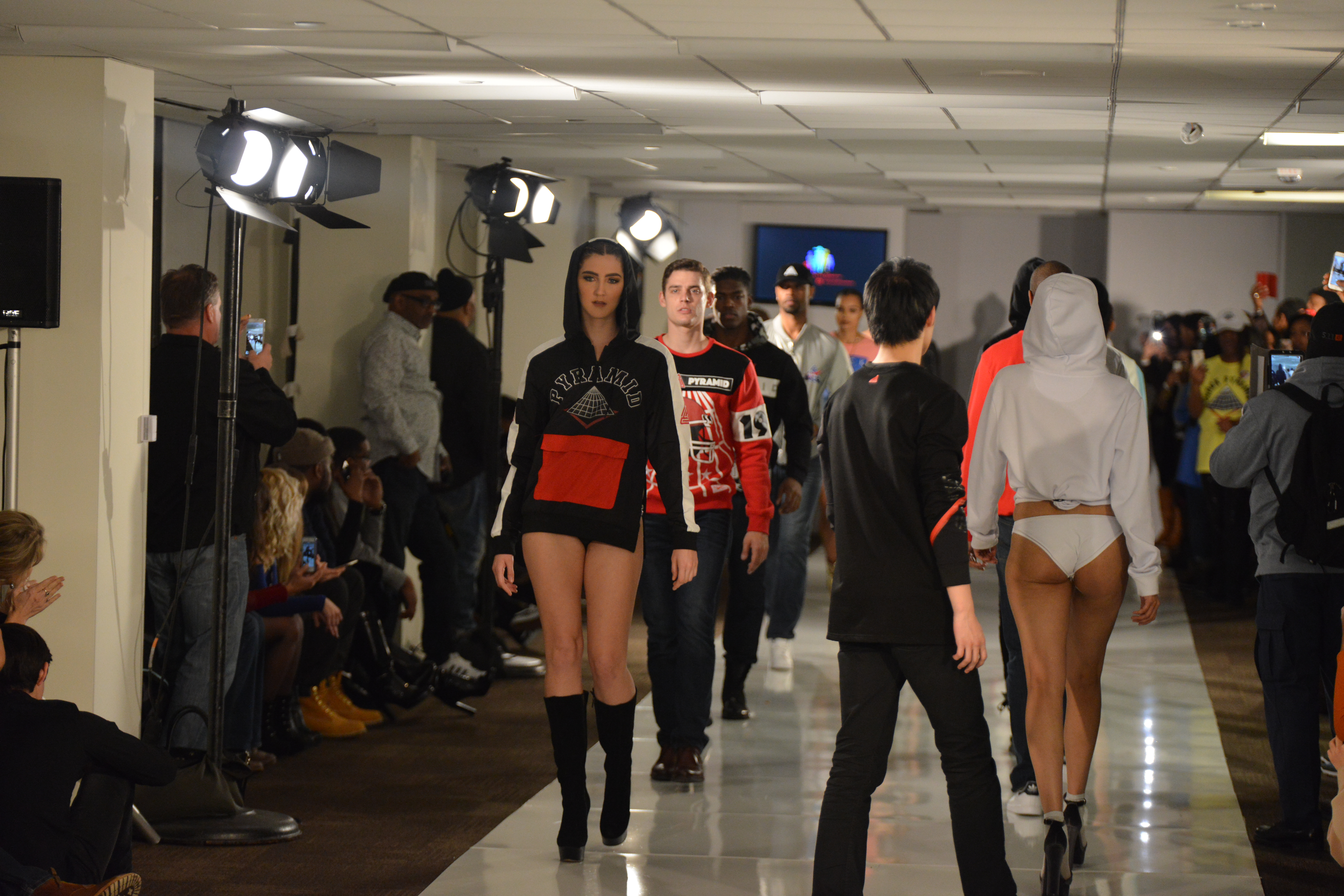
워싱텅 D.C에서 열린 패션쇼의 런웨이에 선 남녀 모델들, 2017년 2월

패션 위크는 세계 주요 패션 수도에서 일년에 두 번 열린다; 뉴욕(2월 7~15일), 런던(2월 15일~19일), 밀라노(2월19일~25일), 파리(2월 25일~3월 5일).
전통적으로, 패션위크는 시즌 몇 달 전에 개최되어 언론과 바이어에게 다음 시즌의 패션 디자인을 미리 볼 수 있는 기회를 제공했다. 2월과 3월에는 디자이너들이 가을과 겨울 컬렉션을 선보였다. 9월과 10월에는, 디자이너들이 봄과 여름 컬렉션을 선보였다.
이 시기는 주로 당시의 느린 '소매 주기'를 따르기 위해 널리 만들어졌다. 즉, 소매상이 디자이너를 구매해 소매 마케팅에 통합할 수 있는 시간을 확보해줬다. 하지만 고객의 기대치가 높아지면서, 소매 주기가 늘어났다. 그 결과 2016년부터 디자이너들은 '시즌 내의 쇼'로 전환하기 시작했다.

## 같이 보기
- 패션쇼
- 패션
- 오트쿠튀르